# آیزود
آیزود (انگلیسی: Izod) شرکت تجهیزات ورزشی و پوشاک آمریکایی است، که در سال ۱۹۳۸ توسط جیمی اسلیتر تأسیس شد و هم‌اکنون زیرمجموعه‌ای از شرکت پی‌وی‌اچ می‌باشد.